# Galina Savitskaya
Galina Vladimirovna Savitskaya (nacida el 13 de julio de 1961 en Minsk, Unión Soviética) es una exjugadora de baloncesto bielorrusa. Consiguió 7 medallas en competiciones oficiales con la URSS.